# Tuscolano

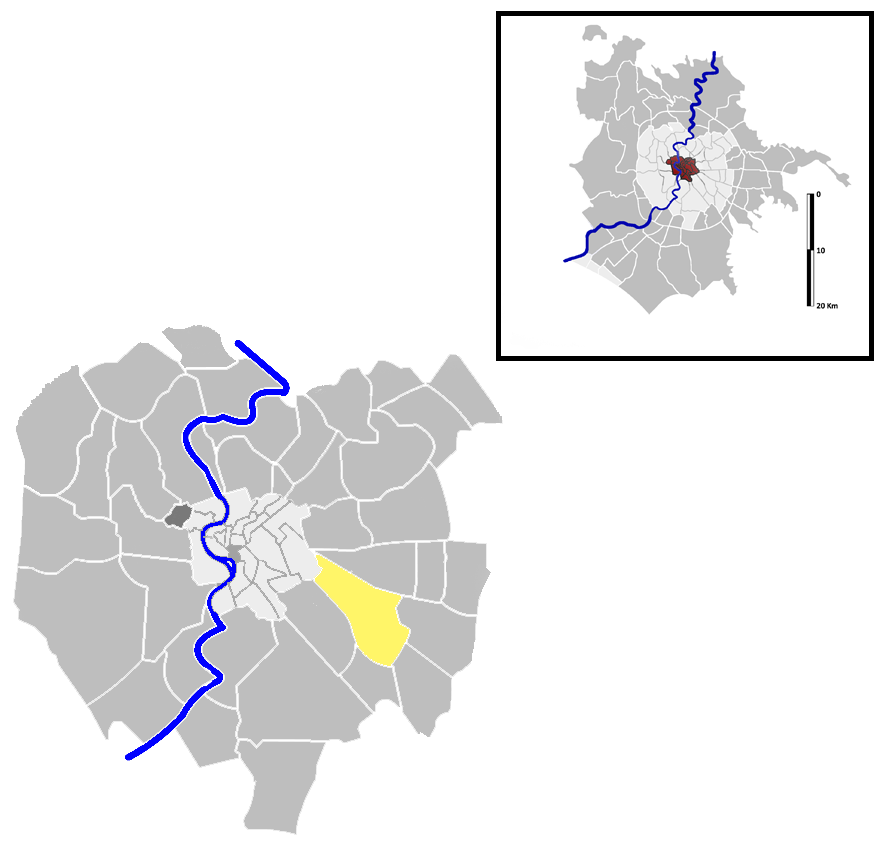
Lage von Tuscolano in Rom

Tuscolano ist ein Quartier im Westen der italienischen Hauptstadt Rom. Der Name leitet sich von der Via Tuscolana ab. Das Quartier wird mit Q.VIII bezeichnet, ist Teil der Municipi V und VII und hat 103 446 Einwohner sowie eine Fläche von 7,1572 km².

## Geographie
Das Quartier wird durch die Via Appia Nuova im Süden, die Aurelianische Mauer im Westen, die Via Casilina im Norden und die Via del Quadrato im Osten begrenzt. Der Nordwesten wird als San Giovanni bezeichnet. San Giovanni in Laterano liegt aber innerhalb der Aurelischen Mauer.

## Geschichte
Tuscalano ist einer der ersten 15 Bezirke, die 1911 in Rom gegründet und 1921 offiziell anerkannt wurden.

## Besondere Orte
- Via Tuscolana
- Via Appia Nuova
- Villa Lais
- Villa La Favorita
- Porta San Giovanni
- Porta Furba
- Aqua Claudia
- Basilica di Santa Maria Ausiliatrice
- Santa Maria Immacolata e San Giuseppe Benedetto Labre
- Sant’Antonio da Padova in Via Tuscolana
- Santi Fabiano e Venanzio
- Santa Maria del Buon Consiglio a Porta Furba
- San Filippo Neri all’Acquedotto Felice
- Assunzione di Maria
- Santo Stefano protomartire
- San Giuseppe Cafasso
- Santissimo del Corpo e Sangue di Cristo
- San Gaspare del Bufalo
- Santa Giulia Billiart
- Santa Maria dell’Orto
- Motovelodromo Appio